# Thái phó
Thái phó là một chức quan thời phong kiến ở Trung Quốc và Việt Nam. Chức quan này có trách nhiệm nuôi nấng vua. Thái phó là thứ nhì trong hàng Tam công (gồm Thái sư, Thái phó, Thái bảo) thời phong kiến. Thái phó có sự phân chia khác, không thuộc Tam công ở một số thời phong kiến như Đường, Tống, Liêu, Kim.

## Thái phó trong lịch sử Việt Nam

### Thời Tiền Lý
- Triệu Túc

### Thời Lý
- Ngô Thượng Đinh
- Lý Thường Kiệt
- Lý Công Bình
- Tô Hiến Thành
- Lưu Khánh Đàm
- Lưu Ba
- Lê Điện

### Thời Trần
- Phạm Kính Ân
- Phùng Tá Chu

### Thời Lê
- Bùi Ư Đài
- Lưu Nhân Chú
- Nguyễn Ư Dĩ
- Nguyễn Công Cơ (truy phong)